# Vernoux-en-Gâtine
Vernoux-en-Gâtine là một xã thuộc tỉnh Deux-Sèvres trong vùng Nouvelle-Aquitaine phía tây nước Pháp. Xã này nằm ở khu vực có độ cao trung bình 206 mét trên mực nước biển.